# ما تنگ
ما تنگ () (درگذشت ژوئن یا ژوئیه ۲۱۲)، نام ادبی شوچنگ، یک ژنرال نظامی و جنگ سالار چینی بود که در اواخر سلسله هان شرقی چین زندگی می‌کرد. او استان لیانگ (بخش‌هایی از شانشی و گانسو امروزی) را با جنگ‌سالار دیگری به نام هان سوئی کنترل کرد. ما تنگ و هان سوئی در تلاش برای کسب خودمختاری از دولت مرکزی هان شرکت داشتند.

## فرماندهی غرب امپراتوری
ایالت لیانگ که بعدها تحت حکومت ما تنگ درآمد، در شمال غربی امپراتوری هان واقع بود. این ایالت پیشتر، در عصر هفت دولت متخاصم در دست پادشاهی «چین» قرار داشت. پادشاهی چین توانست رقیبانش را شکست داده و امپراتوری یکپارچهٔ چین را تأسیس کند. اما عمر این امپراتوری بسیار کوتاه بود و پادشاهی «هان» توانست با سرنگون کردن آن، امپراتوری خود را تأسیس کند.
خاندان «ما» یکی از پیروان سلسلهٔ هان بود که به دستور ایشان در غرب امپراتوری ساکن شد. نیای ما تنگ «ما یوآن» فرماندهٔ امپراتوری در سرکوب شورش خواهران ترانگ بود. این شورش به سال ۴۲ میلادی بازمی‌گردد. زمانی که امپراتور «گوآنگوو» (لیو شیو) امپراتوری هان را احیا کرد و شکوه این سلسله را بازگرداند. در آن زمان خواهران ترانگ که از ناحیهٔ «لویوئه» (در ویتنام امروزی) بودند، دست به شورش زده و سلامت امپراتوری را با خطر مواجه ساختند. اما ما یوآن توانست ایشان را سرکوب کرده و امنیت را به سرزمین‌های غربی بازگرداند. این چنین جایگاه خاندان ما در غرب امپراتوری برجسته تر شد.

## شورش ایالت لیانگ
در میانهٔ دهه ۱۸۰ میلادی نارضایتی‌های مردم از امپراتوری هان به اوج خود رسید. امپراتور «لینگ» (لیو هونگ) امور دربار را به خواجگان سپرده بود و ایشان با بی کفایتی کشور را اداره می‌کردند. قحطی‌های گسترده، که نتیجهٔ سیاست‌های مالیاتی ظالمانهٔ دربار بود، مردم را به ستوه آورده بود. از این رو شورش‌های متعددی در نقاط مختلف امپراتوری آغاز شد که مشهورترین آنها، شورش «دستار زردها» بود. این شورش که توسط یک روحانی تائویی به نام «ژانگ جو» رهبری می‌شد، توانست امپراتوری را تا مرز نابودی پیش برد، اما ناکام ماند. شورش دیگری که اهمیت آن قابل توجه است، شورش ایالت لیانگ با محوریت مردم شیانگ بود.
مردم شیانگ که در سرزمین «سیچوآن» در جنوب غربی امپراتوری ساکن بودند، بیشترین فشارها را بر دوش می‌کشیدند. سالها پیش، پدر ما تنگ «ما پینگ» به خاطر اختلافات عمیقی که با سیاست‌های دربار پیدا کرده بود، مجبور شد جایگاهش در فرمانداری «تیانشوی» را ترک کرده و به نزد مردم شیانگ پناهنده شود. در سال ۱۸۴، دو تن از رهبران شیانگ با نام‌های «بِی گونگ بویو» و «لی وِنهو» شورشی را عیله امپراتوری آغاز کردند. هدف این شورشیان خارج کردن ایالت لیانگ از کنترل امپراتوری بود. با پیوستن دو تن از فرماندهان لیانگ با نام‌های «هان سویی» و «بیان ژانگ» به ایشان، شدت شورش بیشتر شد و فرمانداری لیانگ در آستانهٔ سقوط قرار گرفت.
فرماندار لیانگ «زو چانگ» نتوانست در برابر شورشیان مقاومت کند و در کرانهٔ رود زرد شکست سختی خورد. از این رو مجبور شد مشاورش «چِن یی» را برای مذاکرات صلح نزد هان سویی بفرستد. اما ایشان چِن یی را کشتند تا جنگ ادامه پیدا کند. بخاطر این ناکامی‌ها، زو چانگ برکنار شد و «سونگ نیه» جای او را گرفت. سونگ نیه یک روحانی کنفسیوسی بود که کتاب تقوا، اثر کنفسیوس (قرن چهارم پیش از میلاد) را تدریس می‌کرد. او نیز به توفیقی در مقابل شورشیان دست نیافت و آخر جایش را به «شیا یو» سپرد. به نظر می‌رسید شیا یو که فرماندهٔ توانایی به نام «هه ژون» را در خدمت داشت، بتواند به پیشروی شورشیان پایان دهد؛ اما او هم موفق به این کار نشد و در آخر از لیانگ گریخت.
شرایط لیانگ امپراتور لینگ را بسیار درمانده ساخته بود. او در آخر مجبور شد سپاه امپراتوری به فرماندهی «هوآنگفو سانگ» را برای سرکوب شورشیان به لیانگ بفرستد. «سون جیان» که بعدها بنیان سلسلهٔ وو را در جنوب رود یانگ تسه آغاز کرد، و «دونگ ژو» که خود فرماندهی از لیانگ بود و بعدها صدراعظم شد، هوآنگفو سانگ را همراهی می‌کردند. سرانجام سپاه امپراتوری موفق شد شورشیان را در هم شکانده و پیش روی ایشان را متوقف کند. اما کمی بعد، بخاطر اختلافاتی که میان هوآنگفو سانگ و دونگ ژو پیش آمد، سپاه امپراتوری تضعیف شد و شورشیان قوتی دوباره گرفتند.
فرماندار جدید لیانگ «گِنگ بی» برای سرکوب شورشیان از ما تنگ درخواست کمک کرد. ما تنگ با آنکه روابط دوستانه ای با مردم شیانگ داشت، نتوانست این رابطه را بر خدمت به امپراتوری ترجیح دهد و به خدمت گنگ بی درآمد. او توانست با سرکوب شورشیان، آرامش را به لیانگ بازگرداند؛ که البته این را مدیون مرگ بیان ژانگ در اثر بیماری و کشته شدن بِی گونگ بویو و لی ونهو بود. هان سویی هم پیش روی شورشیان را متوقف کرد و آتش‌بس نمود. اما آرامش لیانگ دیری نپایید که به عرصهٔ اختلافات سیاسی بدل شد که در نتیجهٔ آن، گنگ بی مقامش را از دست داد. ما تنگ اما این را نپذیرفت و تصمیم گرفت خود کنترل لیانگ را در دست بگیرد. از این رو نزد هان سویی رفته و با او متحد شد.
قدرتی که از اتحاد ما تنگ و هان سویی ایجاد شده بود، لیانگ را عملاً به کنترل ایشان درآورد. گرچه هنوز حکم ایشان از طرف امپراتوری تأیید نشده بود.

## دوران «دونگ ژو» و «لی جو»
ما تنگ با آنکه با دونگ ژو روابط دوستانه ای داشت و سلطه اش بر لیانگ را هم مدیون او بود، اما نمی‌توانست نسبت به بدنامی او بی‌تفاوت باشد. او نگران بود نفرتی که از دونگ ژو در سراسر امپراتوری پدید آمده بود، گریبان او را هم بگیرد. از این رو با آغاز ائتلاف «یوآن شائو» علیه دونگ ژو، به آن ملحق شد. اما زمانی که ناکامی ائتلاف بر همگان مسجل شد، ما تنگ آن را ترک کرد و روابطش با دونگ ژو را از سر گرفت. ما تنگ امیدوار بود دونگ ژو، حکمی رسمی از جانب امپراتوری برای حکومت او بر لیانگ صادر کند، که این اتفاق رخ نداد.
پس از کشته شدن دونگ ژو به دست پسرخوانده‌اش «لو بو»، پایتخت به عرصهٔ رقابت میان پیروان او و مخالفانش تبدیل شد. «لی جو» که جانشین دونگ ژو در میان پیروانش بود، درصدد گرفتن انتقام دونگ ژو برآمد. در مقابل «وانگ یون» وزیر کشور که لو بو را علیه پدرخوانده اش تحریک کرده، قصد داشت از مرگ دونگ ژو بهره ببرد تا ساختار دربار را از نو بسازد. در آخر لی جو توانست پایتخت را تصرف کند و امور دربار را در دست بگیرد. او تمام افرادی را که در قتل دونگ ژو دست داشتند، نابود ساخت و این چنین استبدادی دوباره بر امپراتوری حاکم شد.
بسیاری از فرماندهان امپراتوری خود را نسبت به لی جو، شایسته‌تر می‌دیدند. ما تنگ یکی از ایشان بود که با سپاهی بزرگ به چانگان حمله کرد. لی جو که به تازگی از شورش «هه یی» خلاص شده بود، توان آغاز جنگ دیگری نداشت. هه یی فرماندهٔ شورشیان «رونآن» بود که اعلام کرد قصد دارد شورش دستار زردها را بار دیگر آغاز کند؛ از این رو توانست افراد بسیاری را گرد خود جمع کند. لی جو برای سرکوب او از سائو سائو کمک خواست، و سائو سائو هم این کار را به انجام رساند. معضل دیگر لی جو، لو بو بود. او که دستانش به خون دونگ ژو آغشته بود، تحت تأثیر «چِن گونگ» قصد داشت حکومت خودش را داشته باشد؛ و برای این مهم چاره ای جز درگیر شدن با لی جو نداشت.
لی جو ناگزیر از مقابله با ما تنگ، قدم به میدان گذاشت. برای نخستین بار در این نبرد، پسر ما تنگ «ما چائو» رزم جانانه ای از خود به نمایش گذاشت. لی جو که متحمل شکست‌های سختی شده بود، در آستانهٔ سقوط قرار گرفت. اما پیشروی سپاه لیانگ به دلیل اختلافاتی که میان ما تنگ و هان سویی پیش آمده بود، متوقف شد و لی جو نجات پیدا کرد.
بعد از این نبرد، لی جو که بسیار تضغیف شده بود، مورد تهاجم «یانگ فِنگ» قرار گرفت. پایتخت که به اشغال یانگ فنگ درآمد، لی جو سرنگون شد و یانگ فنگ امور دربار را در دست گرفت. امپراتور جوان «شیان» برای در امان ماندن از این درگیری‌ها، چانگان را ترک کرد و به پایتخت سابق، لویانگ، بازگشت. اما این برای امنیت امپراتور کافی نبود؛ زیرا او سپاهی در اختیار نداشت و هر لحظه ممکن بود مورد هجوم یکی از جنگ سالاران قرار بگیرد. در چنین شرایطی، سائو سائو با هوشمندی لویانگ را تصرف کرد و امپراتور را تحت حمایت خود قرار داد. این چنین سائو سائو به نخست‌وزیری برگزیده شد که نوید آیندهٔ بهتری را می‌داد.

## دوران «سائو سائو»
با به قدرت رسیدن سائو سائو، دوران تاریک تری از دوران دونگ ژو آغاز شد. او پس از سرکوب لو بو، قدرتش را تثبیت کرد و امپراتور را کاملاً بازیچهٔ تصمیمات خود ساخت. در آن زمان، «دونگ چِنگ» برادر ملکه دونگ، همسر امپراتور، طرح‌ریزی کودتایی را جهت سرنگون کرن سائو سائو آغاز کرد. از جمله افرادی که دونگ چنگ را یاری می‌رساندند، ما تنگ بود. دونگ چنگ و ما تنگ در تلاش بودند تمام افرادی را که با نخست‌وزیر اختلاف داشتند، با خود متحد سازند تا قدرتشان از قدرت سائو سائو فراتر رود. یکی از این افراد، «لیو بی» بود. لیو بی که به وفاداری و دوستی با سائو سائو شهرت داشت، پس از آنکه رفتار تحقیر آمیز نخست‌وزیر را با امپراتور دید، نسبت به او بدبین شد. از این رو به دونگ چِنگ ملحق شد تا از ظهور دونگ ژویی دوباره جلوگیری کنند.
پیش از آغاز کودتا، پیمان نامهٔ ایشان به دست سائو سائو رسید. سائو سائو که خشمش جز با کشتار فروکش نمی‌کرد، دستور داد دونگ چنگ و تمام اعضای خاندان ملکه قتل‌عام شوند. او حتی نسبت به ملکه شفقتی نداشت و او را هم در حالی که فرزند امپراتور را باردار بود، به قتل رساند. اما زمانی که قصد داشت ما تنگ و لیو بی را خائن اعلام کند، ژون یو مانعش شد و گفت که با این کار، سایر فرماندهانی که نسبت به نخست‌وزیر وفادار مانده‌اند، نیز اقدام به نافرمانی خواهند کرد. به توصیهٔ ژون یو، نخست‌وزیر برای به راه آوردن ما تنگ، وِی را به آرزویش رساند و حکم امپراتوری را برای حکومت او بر لیانگ صادر کرد. لیو بی را هم به حال گذاشت تا دربارهٔ رفتارش تجدید نظر کند.
این چنین ما تنگ به فرمان سائو سائو درآمد، که این خوشآیند هان سویی و ما چائو نبود. ما تنگ تحت تأثیر هان سویی و ما چائو مجبور شد طرح کودتایی را علیه نخست‌وزیر بریزد. ایشان ابتدا وانمود کردند که هان سویی علیه ما تنگ شوریده و ما تنگ از فرمانداری خود آواره شده‌است. سائو سائو که به وفاداری ما تنگ اعتماد کامل داشت، او را به پایتخت فراخواند و به فرماندهی نگهبانان قصر امپراتوری منصوب کرد. ما تنگ سه سال (۲۰۸ تا ۲۱۱) در این پست بود و تلاش کرد به دور از چشم نخست‌وزیر، افسران قصر امپراتوری را علیه نخست‌وزیر بشوراند. در آخر، زمانی که شماری کافی از سربازان را برای کودتا گرد آورده بود، شبانه به منزل نخست‌وزیر حمله کرد و آن را محاصره نمود.
سائو سائو از بعد شکست در صخره سرخ، این چنین تا مرز نابودی پیش نرفته بود. با تلاش‌های «ژون یو» که هنوز خدمت به سائو سائو را خدمت به هان می دانست، محاصره شکانده شد و سائو سائو نجات پیدا کرد. ما تنگ در جریان این درگیری کشته شد و تمام فرماندهان کودتا نیز پس از دستگیری، اعدام شدند. سائو سائو پس از سرکوب این کودتا، جنگ بزرگی را علیه لیانگ آغاز کرد که به سرنگونی هان سویی انجامید. ما چائو هم ابتدا به ژانگ لو، سپس به لیو بی ملحق شد تا به مبارزاتش علیه سائو سائو ادامه دهد.